# Still Life (album Opeth)
Still Life – czwarty studyjny album szwedzkiej grupy Opeth, wydany 18 października 1999 roku przez Peaceville/Snapper. Still Life odniósł największy sukces z dotychczas wydanych albumów grupy (pobił go dopiero kolejny album Blackwater Park, wydany w 2001 roku). Podobnie jak poprzednia płyta, My Arms, Your Hearse, Still Life jest albumem koncepcyjnym. Narratorem jest człowiek wracający po latach tułaczki i wygnania do rodzinnego miasta (w którym nikt się go nie spodziewał i wszyscy nadal nim gardzą), by znaleźć swoją ukochaną, Melindę, która wciąż go kocha, ale złożyła przysięgę małżeńską komu innemu. Bohater zrozpaczony tymi wieśćmi postanawia się zabić. Okładkę albumu zaprojektował Travis Smith, zaś zdjęcia wykonał Harry Valimaki.
Był to pierwszy album nagranym z basistą Martinem Mendezem.

## Wydania
W Europie album ukazał się 18 października 1999 roku nakładem Peaceville Records, natomiast w USA dopiero 27 lutego 2001 roku. Reedycje Still Life zostały wydane w roku 2000 (jewel case) i 2003 (digipack). Kolejna reedycja (digipack) ukazała się 31 marca 2008 roku z nowym opracowaniem graficznym Travisa Smitha. Jest to dwupłytowe wydawnictwo (pierwszy dysk zawiera zremasterowaną wersję stereo albumu, zaś drugi dysk album w wersji 5.1 Surround Sound oraz dodatkowo wideoklip do utworu "Face of Melinda" pochodzący z DVD The Roundhouse Tapes nagranego w 2006 roku w Londynie).

## Lista utworów
Opracowano na podstawie materiału źródłowego.
| Nr | Tytuł utworu             | Słowa            | Muzyka           | Długość |
| -- | ------------------------ | ---------------- | ---------------- | ------- |
| 1. | „The Moor”               | Mikael Åkerfeldt | Mikael Åkerfeldt | 11:28   |
| 2. | „Godhead's Lament”       | Mikael Åkerfeldt | Mikael Åkerfeldt | 09:47   |
| 3. | „Benighted”              | Mikael Åkerfeldt | Mikael Åkerfeldt | 05:01   |
| 4. | „Moonlapse Vertigo”      | Mikael Åkerfeldt | Mikael Åkerfeldt | 09:00   |
| 5. | „Face of Melinda”        | Mikael Åkerfeldt | Mikael Åkerfeldt | 07:59   |
| 6. | „Serenity Painted Death” | Mikael Åkerfeldt | Mikael Åkerfeldt | 09:14   |
| 7. | „White Cluster”          | Mikael Åkerfeldt | Mikael Åkerfeldt | 10:02   |
|    |                          |                  |                  | 1:02:31 |

## Twórcy
Opracowano na podstawie materiału źródłowego.
| Zespół Opeth w składzie - Mikael Åkerfeldt – śpiew, gitara - Peter Lindgren – gitara - Martin Mendez – gitara basowa - Martin Lopez – perkusja |  | Inni - Fredrik Nordström − inżynieria dźwięku, miksowanie - Isak Edh − inżynieria dźwięku, miksowanie - Göran Finnberg − inżynieria dźwięku, mastering - Travis Smith − oprawa graficzna |